# Île Saint-Étienne
Pour les articles homonymes, voir Saint-Étienne.
L’île Saint-Étienne est une île française de la Seine située au centre de la ville de Melun (Seine-et-Marne) au sud-est de la région parisienne.

## Géographie
Située dans un coude du fleuve, elle mesure environ 1 200 mètres de long pour une largeur maximale de 170 m. La petite île Saint-Nicolas, située à sa pointe est, lui a été rattachée en 1860, lui donnant son aspect actuel.
Elle est franchie par trois voies dont la « Pénétrante » sur son extrémité occidentale, route départementale 606 et tronçon de la nationale 6 traversant la ville.

## Histoire
Elle est le berceau de la ville de Melun. Un lieutenant de César, Titus Labienus, cité dans la Guerre des Gaules, y signale un habitat gaulois fortifié et des fouilles ont montré la présence d’une enceinte à l’époque gallo-romaine et une présence continue au moins jusqu’au Ve siècle.
La disposition alors de la ville est comparable à celle existante alors sur l’île de la Cité à Paris : le centre politique à la pointe occidentale, avec un palais royal et le pouvoir religieux sur la partie orientale à l’est avec deux églises dont l’une consacrée à Saint Étienne. Au nord de la collégiale Notre-dame viendra s’ajouter plus tard un sanctuaire dédié à saint Laurent et l’hôtel-dieu Saint-Nicolas avec sa chapelle au sud de Notre-Dame, comme cela existe à Paris, et le prieuré Saint-Sauveur.
C'est la seule partie de la ville ceinte d'une muraille avant la construction des enceintes sur la rive nord et la rive sud au début du XIIIe siècle. Elle est défendue par deux portes dans l'axe de la grande rue (actuelle rue Saint-Étienne).
En 1808, une prison occupe l’ancien couvent situé à l’est de l’île. Elle est reconstruite entre 1859 et 1863 devenant l’une des premières maisons centrales de France. En 1977, elle devient centre de détention accueillant des détenus en courte peine ou en fin de détention mais continue souvent d’être appelée la « centrale ». 
Au  XIXe siècle, l'activité industrielle et artisanale se développe sur l'île accueille alors des entrepôts et des activités avec l'implantation notamment d'une minoterie, de brasseries et d'une usine de produits pharmaceutiques.
Le quartier est durement touché par les bombardements lors de la Seconde Guerre mondiale.
Dans les années 1990, la médiathèque de la ville, appelée L'Astrolabe, est érigée à l'emplacement des silos construits dans les années 1930. Elle remplace l'ancienne bibliothèque et espace d'exposition situés dans l'hôtel de la Vicomté. L’île est devenue un centre culturel de Melun, abritant, l’université, la médiathèque et un musée.